# Staple Financing
Unter dem Begriff Staple Financing (auch: Stapled Finance, staple financing package) versteht man im Investmentbanking ein Finanzierungspaket bzw. eine Finanzierungszusage, welche im Rahmen von Firmenverkäufen durch Banken im Auftrag des Verkäufers arrangiert wird und möglichen Käufern zur Verfügung gestellt wird.

## Begriffsherkunft
Der Begriff „Staple Financing“, im Deutschen in etwa übersetzbar mit „Beigeheftete Finanzierung“, leitet sich aus dem Prozess der Erstellung der Dokumentationsunterlagen ab, die eine Investmentbank bei einer Beratung des Verkäufers in einer M&A-Transaktion potentiellen Käufern zur Verfügung stellt. Hierbei wird dem Verkaufsprospekt (auch Information oder Offering Memorandum genannt),  mit Details zu dem angebotenen Unternehmen, eine schriftliche Finanzierungszusage beigeheftet.

## Definition
Die Finanzierungszusage zur Unternehmensübernahme oder Teile eines Unternehmens beim Staple Finance steht generell nach einem Bieterverfahren jedem erfolgreichen Bieter zur Verfügung. Der erfolgreiche Bieter hat aber keine Verpflichtung, diese Finanzierung anzunehmen. Die Finanzierungszusage erfolgt meist sehr früh bei einer M&A-Transaktion, damit das erwerbende Unternehmen früh genug prüfen kann, wie hoch der Leverage, also das Verhältnis aufgenommene Neuverschuldung zu Vermögenswerten des zu kaufenden Unternehmens bzw. des Marktwertes des zu kaufenden Unternehmens, ist. In der Finanzierungszusage werden dementsprechend die Konditionen des Kredites wie Kreditlaufzeit, Zinssatz, Covenants etc. festgehalten.